# أولوغبيك رحمة اللهييف
أولوغبيك رحمة اللهييف (بالأوكرانية: Ulug'Bek Rahmatullayev)‏ ولد في 29 يناير 1982 في طشقند ، وهو مغني من أوزبكستان . وهو أحد المطربين البارزين لموسيقى البوب الأوزبكية في آسيا الوسطى ، وله أيضًا أعمال باللغتين الفارسية والطاجيكية .

## السيرة الذاتية
ولد أولوغبيك رحمة اللهييف في 29 يناير 1982 في مدينة طشقند لعائلة لديها خمسة أطفال. وكان الطفل الثالث في الأسرة. بدأ حياته المهنية عام 2004. أولغبيك رحمة اللهييف متزوج ولديه ثلاثة أطفال.
لحن أغنية "من هو أفضل منك" لعارف عارف كيا مستوحى من أغنية قرميزي أولما من ألحان رحمت علييف والتي تم إصدارها سابقًا بصوت رحمة اللهييف.

## ألبومات
| سنة النشر | اسم الألبوم باللغة الأوزبكية | اسم الألبوم بالعربية |
| --------- | ---------------------------- | -------------------- |
| 2007      | Sevma                        | حب                   |
| 2008      | Sen Ketding                  | قضي عليك، انت انتهيت |
| 2010      | Kapalak                      | الفراشة              |